# Tibor Mezőfi
Tibor Mezőfi, né le 18 mars 1926, à Rákospalota, en Hongrie et décédé le 10 août 2000, à Budapest, en Hongrie, est un ancien joueur hongrois de basket-ball.

## Palmarès
- 3e du championnat d'Europe 1946
- Finaliste du championnat d'Europe 1953
- Champion d'Europe 1955